# Arriën
Pour les articles homonymes, voir Arrien.
Arriën est un village situé dans la commune néerlandaise d'Ommen, dans la province d'Overijssel. Le 1er janvier 2008, le village comptait 304 habitants.